# Шмаки (Нижньогородська область)
Шмаки (рос. Шмаки) — присілок в Ковернинському районі Нижньогородської області Російської Федерації.
Населення становить 53 особи. Входить до складу муніципального утворення Большемостовська сільрада.

## Історія
Від 2009 року входить до складу муніципального утворення Большемостовська сільрада.

## Населення
| 2002 | 2010 |
| ---- | ---- |
| 81   | ↘53  |